# Dactylopodola nadine
Dactylopodola nadine is een buikharige uit de familie van de Dactylopodolidae. De wetenschappelijke naam van de soort werd voor het eerst geldig gepubliceerd in 2015 door Todaro, Perissinotto en Bownes.